# Повіт Кіта-Адаті
Пові́т Кіта́-Ада́ті (яп. 北足立郡, きたあだちぐん, МФА: [ki̥ta adat͡ɕi guɴ]) — повіт в префектурі Сайтама, Японія.